# Puck van Heel
Gerardus Henricus ("Puck") van Heel (Rotterdam, 21 januari 1904 – aldaar, 18 december 1984) was een Nederlandse voetballer, die van 1923 tot 1940 in het eerste elftal van Feijenoord actief was. Middenvelder Van Heel geldt als een van de beste voetballers in Nederland in de periode vóór de Tweede Wereldoorlog.

## Carrière
Op zijn twaalfde werd Van Heel lid van Feijenoord. De linksbenige speelde 322 competitiewedstrijden voor Feijenoord, waarin hij 43 goals maakte, en was betrokken bij alle grote Feijenoord-successen van voor de oorlog (vier landskampioenschappen en twee KNVB Bekers). Hij was jarenlang aanvoerder van het eerste elftal en groeide uit tot het sportieve boegbeeld van de club. Op 16 september 1935 werd hem dan ook de eer werd gegund de eerste paal van het nieuw te bouwen Stadion Feijenoord te slaan. Hij was ook een van de 11 Feijenoord-spelers (Adri van Male, Pleun de Groot, Joop van der Heide, Bas Paauwe, Gerard Kuppen, Jan Linssen, Piet Smits, Manus Vrauwdeunt, Leen Vente, Piet Kantebeen) die op 27 maart 1937 met een vriendschappelijke wedstrijd met het Belgische Beerschot het nieuwe stadion inwijdden. Gadegeslagen door 37.825 toeschouwers werd het in de stromende regen 5-2 voor Feijenoord.
Puck van Heel kwam 64 keer uit voor het Nederlands elftal en was daarmee tot eind jaren zeventig Nederlands recordinternational. In 1979 werd hij gepasseerd door Ruud Krol. Hij voert nog steeds de lijst "vriendschappelijke interlandwedstrijden" aan met 55 wedstrijden. Dat zijn er vijf meer dan Jan Klaassens, Edwin van der Sar en Wesley Sneijder die gedeeld tweede staan.
Zijn debuut voor Oranje maakte hij op 19 april 1925 in het met 4-1 verloren duel tegen Zwitserland. Hij verving toen Henk Steeman. Zijn laatste interland speelde Van Heel, 34 jaar oud op dat moment, op 23 oktober 1938 in en tegen Denemarken (2-2). Hij scoorde als international geen doelpunten. Arie de Vroet nam vervolgens zijn positie over.
Van Heel dreef naast het voetbal een café. De stad Rotterdam heeft hem in 1979 de Wolfert van Borselenpenning toegekend.

## Erelijst
- Landskampioen
  - 1924, 1928, 1936, 1938, 1940
- KNVB beker
  - 1930, 1935
- Afdelingskampioen Eerste klasse
  - 1924, 1926, 1927, 1928, 1929, 1931, 1932, 1933, 1936, 1937, 1938, 1940
- Zilveren Bal
  - 1926, 1928, 1930, 1933, 1937, 1939